# Pesa Fokstrot
Der Fokstrot ist ein seit 2014 gebauter niederfluriger Straßenbahn-Fahrzeugtyp des polnischen Herstellers Pesa für den osteuropäischen Markt. Fahrzeuge dieses Typs wurden an die Straßenbahn Moskau und die Straßenbahn Kiew geliefert.

## Aufbau
Die Fahrzeuge bestehen aus drei Wagenteilen. Das Mittelteil läuft auf einem Laufwerk, die beiden Endteile haben jeweils ein Drehgestell und sind auf das Mittelteil aufgesattelt. In den Endteilen ist jeweils eine Doppeltür zwischen Drehgestell und Gelenk sowie eine Einzeltür zwischen Drehgestell und Wagenende angeordnet. Der Durchgang ist auch über den Drehgestellen stufenfrei, die Sitze sind jedoch teilweise auf seitlichen Podesten angeordnet. Der Hersteller betont eine gegenüber seinen anderen Fahrzeugtypen neue Drehgestellbauart sowie die Auslegung auf einen Temperaturbereich von −40 °C bis +40 °C in Anpassung an die klimatischen Bedingungen in Osteuropa. Dies betrifft auch die Klimatisierung und Beheizung des Fahrgastraums.

Alle gebauten Fahrzeuge sind als Einrichtungswagen für Russische Breitspur ausgeführt, der Hersteller bietet den Fahrzeugtyp jedoch auch als Zweirichtungswagen sowie für schmalere Spurweiten bis hin zur Meterspur an. Die gebauten Fahrzeuge sind 2,5 m breit, allgemein werden Wagenbreiten von 2,3 m bis 2,65 m angeboten. Die Moskauer Variante hat eine Leermasse von 39,9 Tonnen.

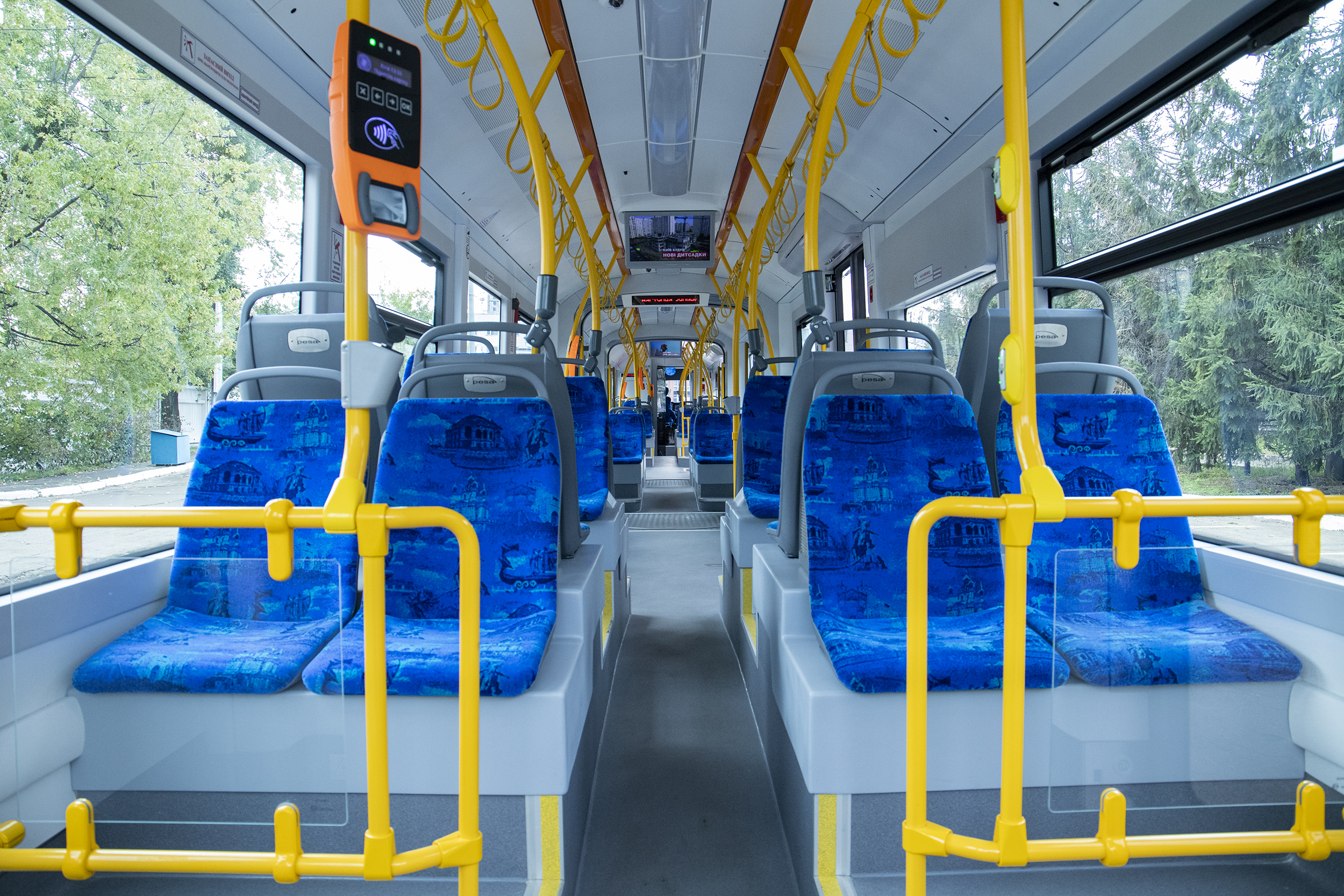
Fahrgastraum über dem führenden Drehgestell in einem Kiewer Wagen
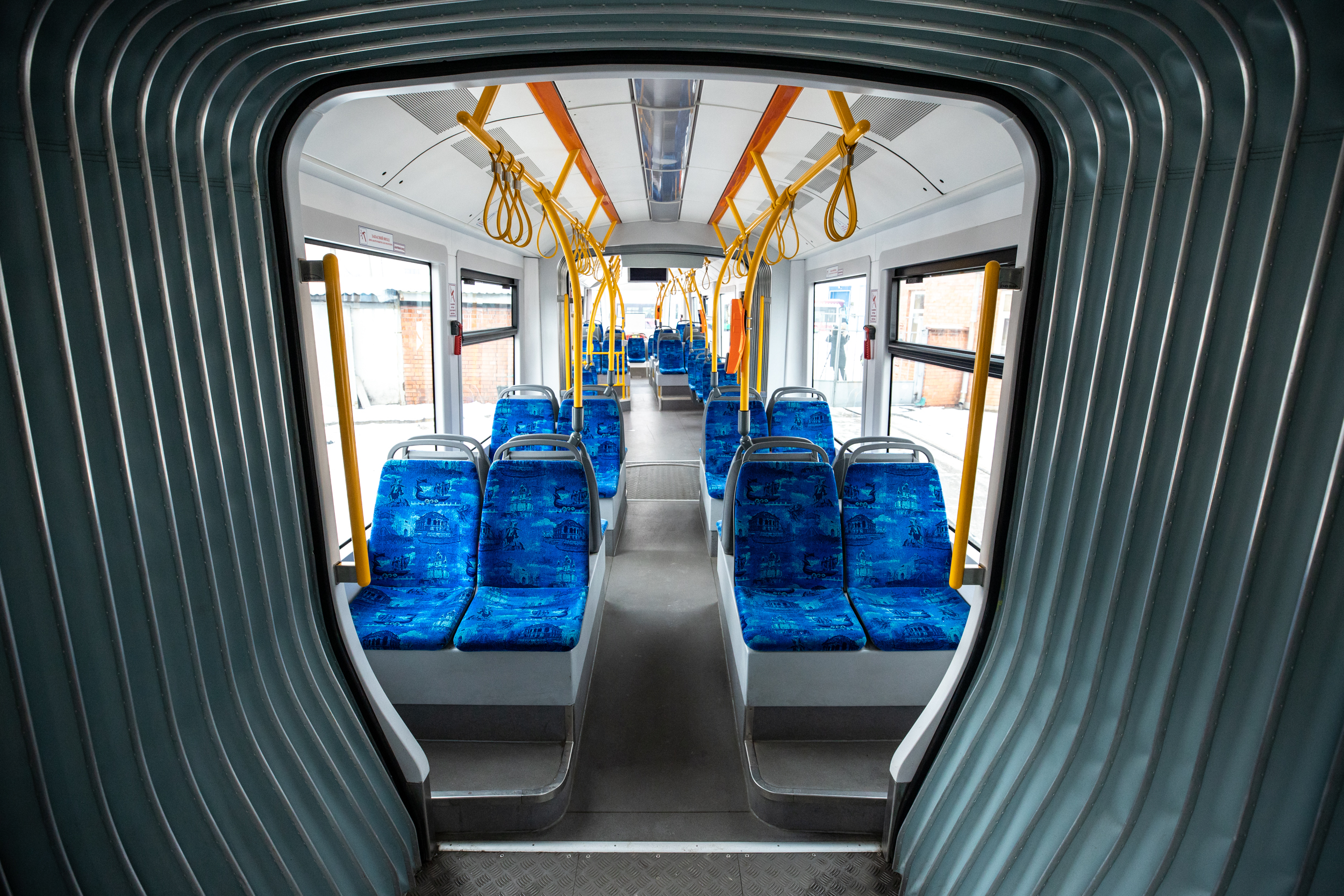
Fahrgastraum über dem mittigen Laufwerk in einem Kiewer Wagen

## Einsatz

### Moskau und Ufa
Im Juni 2013 waren zunächst 120 Fahrzeuge für die Straßenbahn Moskau bestellt worden, von denen die ersten Anfang 2014 fertiggestellt wurden. Es war in Zusammenhang mit diesem Auftrag geplant, mit Uralwagonsawod ein Joint Venture zur Produktion von Schienenfahrzeugen für den russischen Markt zu bilden. Später wurde jedoch entschieden, alle Fokstrot in Polen herzustellen. Nachdem 2015 bereits 60 Fahrzeuge ausgeliefert waren, kam es wegen Sanktionen nach der Annexion der Krim 2014 zu Finanzierungsproblemen, so dass die weitere Produktion gestoppt wurde und 22 fertiggestellte Fahrzeuge beim Hersteller verblieben. Pesa dementierte jedoch Gerüchte, diese Wagen würden stattdessen an die Straßenbahn Kiew geliefert. 2016 wurde vereinbart, den Auftrag auf 90 Fahrzeuge zu reduzieren, woraufhin im Oktober zehn Fahrzeuge ausgeliefert wurden. Bei diesen insgesamt 70 Fahrzeugen blieb es jedoch. Die Moskauer Fokstrots wurden als Baureihe 71-414 eingeordnet.
Da Pesa nach der Annexion der Krim nicht über den Garantiezeitraum hinaus bei der Instandhaltung der Wagen kooperierte, kam es schnell zu Ersatzteilmangel und Problemen mit der Verfügbarkeit. Diese intensivierten sich aufgrund der verschärften Sanktionen in Folge des Russischen Überfalls auf die Ukraine seit 2022. Seit dem 4. Dezember 2023 ist keines der Fahrzeuge mehr in Moskau im Einsatz. 2024 wurden jedoch 22 Fahrzeuge an die Straßenbahn Ufa abgegeben und teilweise wieder in Betrieb genommen.

### Kiew

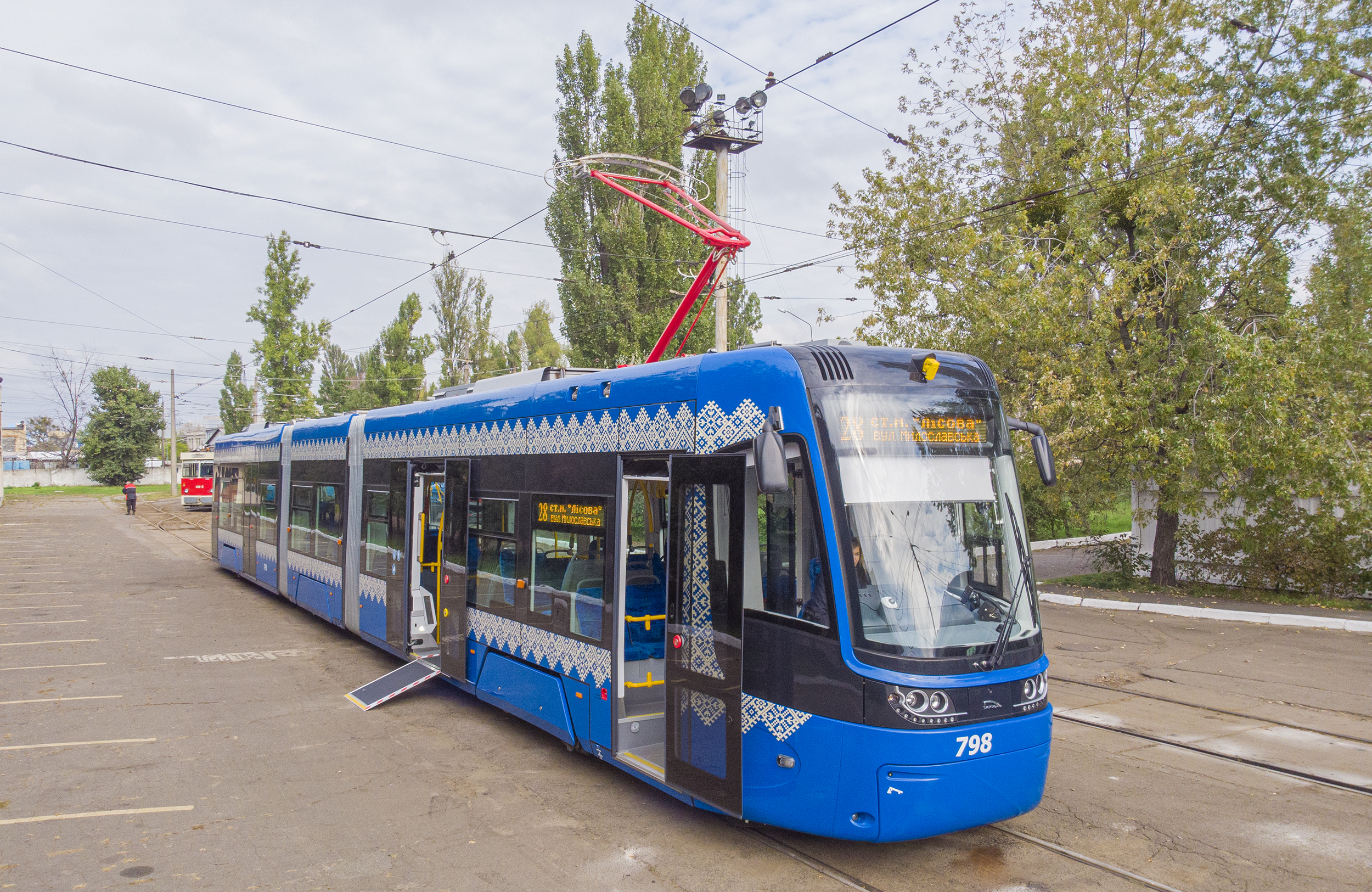
Ein Fokstrot in Kiew

Im Mai 2016 kam zunächst ein Auftrag über zehn Fahrzeuge für die Straßenbahn Kiew hinzu, nachdem dort im Oktober 2015 ein Fahrzeug präsentiert worden war. Die Auslieferung begann bereits nach kurzer Zeit im August 2016, nach Herstellerangaben begünstigt durch bereits erworbene Komponenten für einen anderen großen Auftrag, der jedoch nicht konkret benannt wurde.
Im August 2017 folgte die Bestellung weiterer 40 Wagen. Erneut nach kurzer Zeit begann die Auslieferung im November 2017. Nach Veränderungen des Wechselkurses wurde die Bestellmenge auf 37 Fahrzeuge reduziert und deren Auslieferung Ende 2018 abgeschlossen.
Weitere zehn Fahrzeuge wurden im April 2019 beauftragt, anders als die zuvor gelieferten Wagen mit Ausrüstung zum Einsatz in Doppeltraktion. Die Auslieferung war bis Ende 2021 abgeschlossen.
Die Kiewer Fahrzeuge wurden als Baureihe 71-414K eingeordnet.